# Wemotaci
Wemotaci (ldesignado como Weymontachie 23 hasta 1997) es una reserva de las Primeras Naciones en la costa norte del río Saint-Maurice en la desembocadura del río Manouane en la región de Mauricie de Quebec, Canadá. Junto con los Obedjiwan y la Reserva India Coucoucache N° 24, pertenece a la Primera Nación Atikamekw, asentada dentro de los límites del territorio tradicional de Nitaskinan.
La reserva, un enclave dentro de la ciudad de La Tuque, limita al oeste y al sur con el río San Mauricio. Es accesible por camino de ripio desde el centro de la ciudad de La Tuque a través de la aldea de Sanmaur que se encuentra en la orilla opuesta del río Saint-Maurice. También en este lugar, el Ferrocarril Nacional Canadiense cruza el río y tiene un apartadero en Sanmaur.

## Geografía
Wemotaci es una comunidad de unas 1.200 personas, rodeada de bosques y situada a más de 100 kilómetros (62,1 mi) del pueblo más cercano. Estos bosques son las tierras tradicionales de los Atikamekw, quienes llevaron un estilo de vida seminómada de cazadores-recolectores hasta principios del siglo XX. La mayoría de los bosques alrededor de Wemotaci se encuentran en tierras públicas.

## Economía
Tradicionalmente, los Atikamekw pasaban la mayor parte de cada año cazando y capturando trampas en pequeños grupos en territorios familiares, y posteriormente se reunían en sitios particulares en verano para reuniones sociales y comercio.
Desde la llegada de los comerciantes y colonos europeos en el siglo XVIII, los atikamekw han tenido que adaptarse a cambios, como el comercio de pieles, los misioneros religiosos, un ferrocarril, el desarrollo hidroeléctrico y la industria forestal, tratando de integrarlos en su estilo de vida tradicional.
La economía local se basa en arte y la artesanía, el comercio, la silvicultura, la caza de animales, la construcción, el turismo, transporte y armadores.
En 1986, los Atikamekw establecieron su propia empresa forestal para realizar trabajos por contrato para empresas más grandes de la industria forestal. El predominio de la silvicultura en la economía regional y la falta de otras oportunidades de empleo contribuyeron a la decisión del consejo local de establecer el aserradero Tackipotcikan.

## Etimología
Como muchos otros nombres nativos, Wemotaci sufrió muchas variaciones ortográficas a lo largo del tiempo. La referencia más antigua al topónimo es de 1724. En 1827, se escribió Montachene, y en 1829 se identificó como Weymontachinque, luego en 1830 como Waimootansking, en 1832 como Weymontachingue y Warmontashingen, y Warmontaching en 1837. En 1932 el nombre apareció como Weymontachingue en el mapa de John Arrowsmith y se convirtió en la forma más común hasta 1986, cuando fue reemplazada por Weymontachie, exigido por el consejo de la banda india local. La escritura estandarizada del idioma Atikamekw lo escribe como Wemotaci, que se hizo oficial en marzo de 1997.

## Historia
La zona del curso alto del río Saint-Maurice había sido durante mucho tiempo el lugar de asentamiento y el coto de caza de los indígenas atikamekw. La Compañía del Noroeste ya había establecido un puesto comercial en este lugar entre 1770 y 1780, pero esto sigue siendo dudoso. La confirmación de la existencia de un puesto comercial en Wemotaci llegó en 1806, cuando Jean-Baptiste Perrault construyó las primeras estructuras para el comercio de pieles. En 1821, el puesto pasó a manos de la Compañía de la Bahía de Hudson.
En 1851, el gobierno canadiense promulgó la asignación de 230 000 acres (930,8 km²) de tierra como reservas para el uso y beneficio de las tribus "indias" que residen en el Bajo Canadá. Dos años más tarde, estas tierras fueron distribuidas entre los atikamekw, algonquins y abenakis por John Rolph, Comisionado de Tierras de la Corona.
Los atikamekw continuaron su vida nómada y se asentaron en la reserva, inspeccionada por el gobierno en 1895. La construcción de una presa y del Ferrocarril Nacional Transcontinental condujo al crecimiento del asentamiento Sanmaur, que a su vez atrajo a los atikamekw a la reserva a principios del siglo XX. Sin embargo, en 1939, la Compañía de la Bahía de Hudson abandonó la reserva Weymontachingue y, debido a la falta de financiación para el mantenimiento de la aldea, su población dejó de crecer en los años 1950. Sus habitantes comenzaron a marcharse y establecerse en Sanmaur y en otras aldeas cercanas.
En los años 1970, el pueblo se revitalizó. Se construyó un nuevo asentamiento cercano a la montaña del mismo nombre. En 1971, el Gobierno Federal compró las tierras de la Compañía de la Bahía de Hudson y posteriormente se agregaron a la reserva.
En mayo de 2010, muchos residentes de Wemotaci fueron evacuados cuando un incendio forestal amenazó sus hogares.

## Cultura
Los habitantes de Wemotaci son ávidos músicos de himnos nativos al tambor, conocido como tewehikan en su dialecto, con conexiones a sus creencias místicas y tradicionales. Los grupos musicales de Wemotaci son un punto de partida hacia otras regiones para celebrar la música e himnos Ojibwe entre centros urbanos vecinos u otras comunidades Nitaskinan. Después de haber sido prohibido por los misioneros católicos francófonos a mediados del siglo XVII, la tradición de la danza al tambor ha aumentado en su expresión las últimas décadas.

### Educación
La educación en Wemotaci, así como en el resto del país, se divide en diferentes niveles. Es una de las reservas con mayores índices de educación en su población mayor de 15 años. La educación inicial, corresponde al período entre los cero y los cinco años de edad, y está a cargo de los maternales y preescolares que tienen la finalidad de brindar a los niños las estimulaciones requeridas para su desarrollo integral. La educación primaria, cuya edad de ingreso para los niños es de seis años, está conformado por el primer y sexto grado y continúa hasta el primer año de educación secundaria en la escuela École Seskitin. La educación secundaria consta de cinco años, de primero al quinto año, proveída por la escuela École Waratinak Nikanik. La escuela fue construida en una era de auge de infraestructura, recibiendo un premio nacional de arquitectura por su estilo moderno.
La escritora Marcelline Boivin-Coocoo es originaria de la reserva Wemotaci, así como la música roquera Laura Niquay.

### Dialecto
Lengua materna: El 96,2% de la población habla Atikamekw, con aproximadamente 3.4% habla francés canadiense. El dialecto en Wemotaci es el Nēhinawēwin, relacionado con el Innu-aimun hablado por los James Bay Cree de la región de la Bahía James de Quebec y Ontario. Por ello los hablantes de los diferentes dialectos pueden comunicarse bien entre sí.